# District de Chiradzulu
Chiradzulu est un district du Malawi.
Sa capitale est la ville du même nom.
Chiradzulu est un district situé dans la région du Sud du Malawi. Il fait partie des districts de la région de la vallée du Shire. La capitale du district est la ville de Chiradzulu, qui lui donne son nom.
Le district est principalement connu pour ses paysages pittoresques et ses collines, et il est une zone à dominante agricole. L'agriculture y est la principale activité économique, avec des cultures comme le tabac, le maïs et la canne à sucre.
Chiradzulu bénéficie également de plusieurs projets de développement rural, visant à améliorer les infrastructures locales, l'accès à l'éducation et les services de santé pour ses habitants. Le district est en croissance et joue un rôle important dans le développement de la région sud du Malawi.

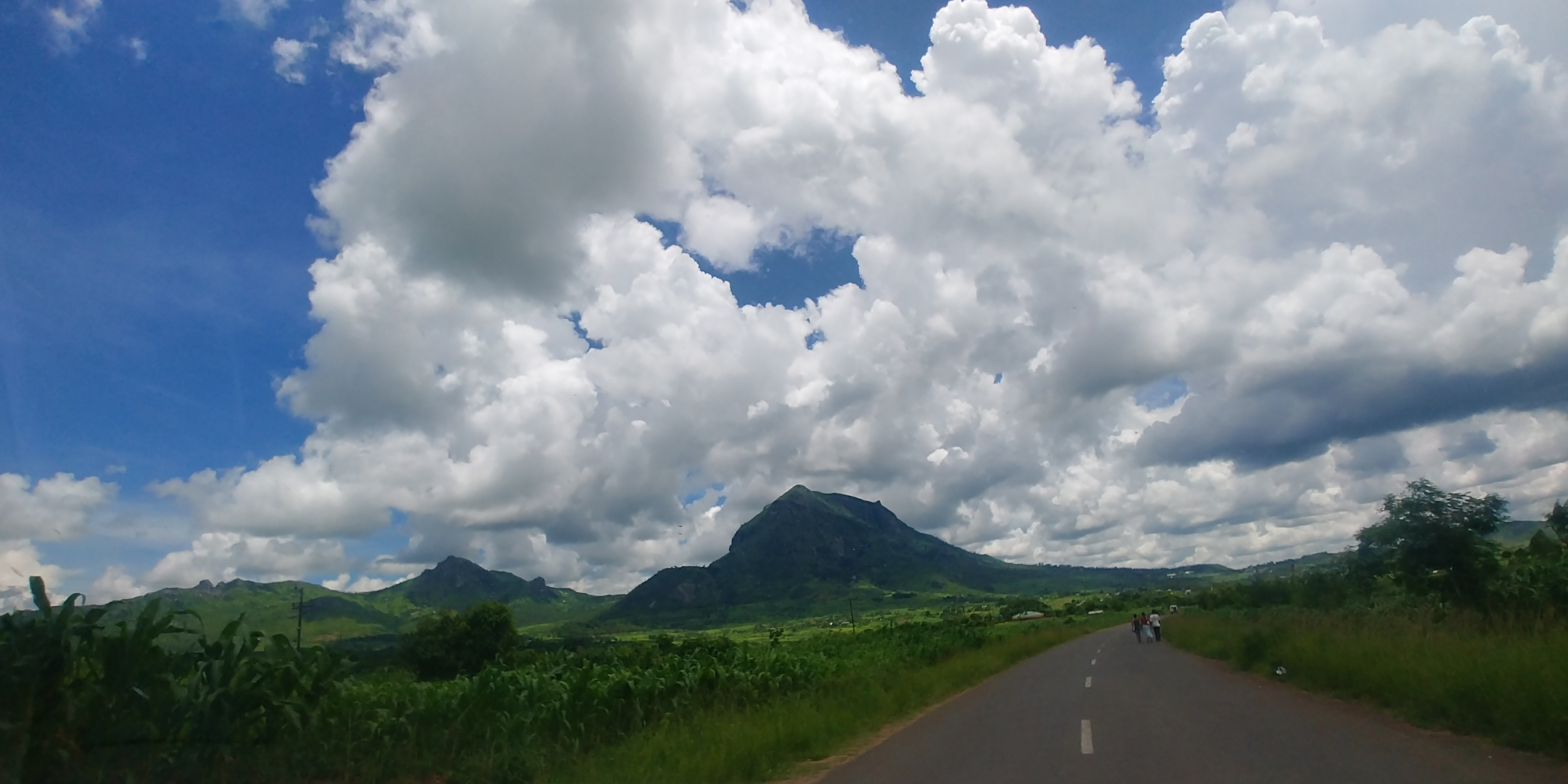
Sur une route du district.